# Аксиби
Аксиби (Acsibi), или Долина пещер (исп. Valle de las Cuevas) — живописный каньон в 15 км от селения Секлантас в долине Кальчаки, в провинции Сальта, северная Аргентина.

Долина обладает уникальной геоморфологией и большим разнообразием цветов, переходящих от серого до насыщенного красного. Представляет также археологическую ценность, так как через эти места проходила одна из дорог инков. Здесь найдены наскальные рисунки и необычного вида природные образования из песчаника (напоминающие расплавленную свечу). 
Название Acsibi, которое означает «место огня» на индейском языке какан, объясняется его окраской (разные оттенки ярко-красного цвета) и большим количеством солнечных лучей, которые освещают место во время бурь. Здесь было найдено древние трубы, изготовленные из очень тонкой керамики, которые свидетельствуют о том, что местные индейские племена, сечи и малькачиско, проводили здесь свои обряды.
Посещение Аксиби — популярный, хотя и достаточно тяжёлый туристический маршрут, так как нормальной дороги к пещерам не проложено. Стенки здесь оврагов меняют форму, постепенно сужаясь, образуя туннели и пещеры. По дороге часто попадаются дикие животные: пумы, ламы и кондоры. Пешком, на лошадях или с помощью соответствующего транспортного средства сюда можно добраться через сухое русло реки Монтеньева к устью каньона, где находятся большие каменные стены. Преодолев барьер, турист оказывается в красноватой долине, где видит стены из песчаника и скалы насыщенных тонов (окраской очень похожих на то, что можно представить себе на Марсе).
Бассейн Молинос, который благодаря своему постоянному потоку водоносных горизонтов создает полосу плодородных почв в крутом и засушливом ландшафте, использовался в доиспанскую эпоху племенем малькачиско, которое, согласно исследованиям, населяло местность от 700 г. до н. э. до 1500 г. н. э. Из имеющихся в местности природных материалов местные индейцы изготавливали гончарные изделия, наконечники стрел и др.